# Ariadna abrilae
Espèce
Ariadna abrilae est une espèce d'araignées aranéomorphes de la famille des Segestriidae.

## Distribution
Cette espèce est endémique de la région de Valparaíso au Chili,.

## Description
La femelle holotype mesure 5,20 mm.
La femelle décrite par Giroti et Brescovit en 2018 mesure 6,2 mm, les femelles mesurent de 4,16 à 6,2 mm.

## Publication originale
- Grismado, 2008 : A taxonomic revision of the spider genus Ariadna Audouin, 1826 in Argentina and Chile, with the description of five new species (Arachnida, Araneae, Segestriidae). Zoosystema, vol. 30, p. 333-360.